# Thomas Möllenkamp
Thomas Möllenkamp (n. 7 octombrie 1961, Osnabrück, Germania) este un canotor ce a reprezentat Germania, medaliat olimpic. A participat la 2 ediții ale Jocurilor Olimpice (1984, 1988) în care a câștigat o medalie de aur.